# Санний спорт на зимових Олімпійських іграх 1968
Змагання з санного спорту на зимових Олімпійських іграх 1968 тривали з 11 до 18 лютого у Віллар-де-Лані (Франція). Розіграно три комплекти нагород.

## Чемпіони та призери

### Таблиця медалей
| Місце              | Країна             | Золото | Срібло | Бронза | Загалом |
| ------------------ | ------------------ | ------ | ------ | ------ | ------- |
| 1                  | НДР                | 1      | 1      | 1      | 3       |
| 2                  | Австрія            | 1      | 1      | 0      | 2       |
| 3                  | Італія             | 1      | 0      | 0      | 1       |
| 4                  | Західна Німеччина  | 0      | 1      | 2      | 3       |
| Загалом (4 збірні) | Загалом (4 збірні) | 3      | 3      | 3      | 9       |

### Дисципліни
| Дисципліна                | Золото                                     | Золото  | Срібло                                  | Срібло  | Бронза                                 | Бронза  |
| ------------------------- | ------------------------------------------ | ------- | --------------------------------------- | ------- | -------------------------------------- | ------- |
| Одномісні сани (чоловіки) | Манфред Шмід · Австрія                     | 2:52.48 | Томас Келер · НДР                       | 2:52.66 | Клаус-Міхаель Бонзак · НДР             | 2:53.33 |
| Одномісні сани (жінки)    | Еріка Лехнер · Італія                      | 2:28.66 | Кріста Шмук · Західна Німеччина         | 2:29.37 | Анґеліка Дюнгаупт · Західна Німеччина  | 2:29.56 |
| Двомісні сани             | НДР (GDR) Клаус-Міхаель Бонзак Томас Келер | 1:35.85 | Австрія (AUT) Манфред Шмід Евальд Вальх | 1:36.34 | ФРН (FRG) Фольґанґ Вінклер Фріц Нахман | 1:37.29 |

1. ↑  Дві саночниці зі Східної Німеччини Ортрун Ендерляйн і Анна-Марія Мюллер посідали перші місця після трьох заїздів. Четвертий заїзд скасували, тож вони мали одержати нагороді. Однак їх звинуватили в підігріві саниць і дискваліфікували, так що чемпіонкою стала Лехнер.

## Країни-учасниці
У змаганнях з санного спорту на Олімпійських іграх у Греноблі взяли участь спортсмени 14-ти країн. Іспанія, Франція, Швеція, Східна і Західна Німеччини дебютували в цьому виді програми.
- Австрія (9)
- Канада (7)
- Іспанія (4)
- Франція (5)
- Західна Німеччина (8)
- Велика Британія (2)
- НДР (8)
- Італія (9)
- Ліхтенштейн (3)
- Норвегія (2)
- Польща (9)
- Швеція (5)
- Чехословаччина (6)
- США (8)